# Felipe Ángeles, Zacatecas
Felipe Ángeles är en ort i Mexiko.   Den ligger i kommunen Fresnillo och delstaten Zacatecas, i den centrala delen av landet, 600 km nordväst om huvudstaden Mexico City. Felipe Ángeles ligger 2 148 meter över havet och antalet invånare är 469.
Terrängen runt Felipe Ángeles är platt söderut, men norrut är den kuperad. Runt Felipe Ángeles är det ganska glesbefolkat, med 38 invånare per kvadratkilometer. Närmaste större samhälle är Tapias de Santa Cruz, 16,8 km sydost om Felipe Ángeles. Omgivningarna runt Felipe Ángeles är i huvudsak ett öppet busklandskap.